# Walterinnesia
Walterinnesia es un género de serpientes venenosas de la familia Elapidae que se distribuyen por el paleártico: Oriente Próximo y el norte de Egipto.

## Especies
Se reconocen las dos siguientes según The Reptile Database:
- Walterinnesia aegyptia Lataste, 1887
- Walterinnesia morgani (Mocquard, 1905)